# 佛得角LGBT权益
女同性恋，男同性恋，双性恋和跨性别（LGBT）人群在佛得角面临着许多法律和社会方面的挑战。佛得角男性和女性的同性性行为都是合法的，但同性伴侣没有资格获得与异性恋夫妻相同的法律保护。

## 有关同性性行为的法律
在佛得角的1886年刑法典中第71条指出，非自然的性行为是违法的。然后在2004年佛得角修订了刑法，成为第二个将同性性行为合法化的非洲国家。在非刑罪化的时代，法定同意年龄为16岁，与自愿异性性行为相同。截至2015年，佛得角的同意年龄为14岁。

## 反歧视保障
自2008年以来，《劳动法》第45（2）条和第406（3）条禁止工作场所基于性取向的歧视。

## 生存现状
根据其他前葡萄牙非洲殖民地的报道指出佛得角是非洲最容忍同性恋者的国家之一。
美国国务院2010年《人权报告》发现，“法律规定有助于保护同性恋，但是，基于性取向或性别认同的社会歧视仍然是一个问题。在这个国家没有活跃的女同性恋，男同性恋，双性恋或跨性别组织。”

## 联合国
2008年，佛得角是66个签署大会文件的国家之一，认同人权包括性取向或性别认同。

## 概况
| 同性性行为合法                                       | （自2004年）         |
| 同意年龄平等                                         | （自2004年）         |
| 反就业歧视法律                                       | （自2008年）         |
| 提供商品和服务的反歧视法律                           | 否                   |
| 在所有其他领域的反歧视法律（包括间接歧视，仇恨言论） | 否                   |
| 同性婚姻                                             | （自2005年宪法禁止） |
| 同性伴侣关系                                         | 否                   |
| 同性伴侣收养继子女                                   | 否                   |
| 同性伴侣联合收养                                     | 否                   |
| 同性恋军人允许公开服役                               |                      |
| 有权改变法律性别                                     |                      |
| 女同性恋试管婴儿                                     |                      |
| 男同性恋情侣商业代孕                                 |                      |
| 男男性接触人群（MSM）允许献血                        | 否                   |